# Esqui cross-country nos Jogos Olímpicos de Inverno de 2006
As competições de esqui cross-country nos Jogos Olímpicos de Inverno de 2006 foram disputadas entre 11 e 26 de fevereiro em Turim, na Itália. O esqui cross-country é dividido em doze eventos. As competições foram realizados em Pragelato.

## Calendário
| Fevereiro           | 10 | 11 | 12 | 13 | 14 | 15 | 16 | 17 | 18 | 19 | 20 | 21 | 22 | 23 | 24 | 25 | 26 |
| ------------------- | -- | -- | -- | -- | -- | -- | -- | -- | -- | -- | -- | -- | -- | -- | -- | -- | -- |
| Esqui cross-country |    |    | 2  |    | 2  |    | 1  | 1  | 1  | 1  |    |    | 2  |    | 1  |    | 1  |

|  | Dia de competição |  | Dia de final |  | Exibição de gala |

## Eventos
- 10 km clássico feminino
- 30 km livre feminino
- Perseguição combinada (2x7,5 km) feminino
- Velocidade individual feminino
- Velocidade por equipes feminino
- Revezamento 4x5 km feminino
- 15 km clássico masculino
- 50 km livre masculino
- Perseguição combinada (2x15 km) masculino
- Velocidade individual masculino
- Velocidade por equipes masculino
- Revezamento 4x10 km masculino

## Medalhistas
Masculino
| Evento                                   | Ouro                                                                            | Prata                                                                        | Bronze                                                                    |
| ---------------------------------------- | ------------------------------------------------------------------------------- | ---------------------------------------------------------------------------- | ------------------------------------------------------------------------- |
| 15 km clássico detalhes                  | Andrus Veerpalu EST Estônia                                                     | Lukáš Bauer CZE República Checa                                              | Tobias Angerer GER Alemanha                                               |
| 50 km livre detalhes                     | Giorgio Di Centa ITA Itália                                                     | Yevgeny Dementyev RUS Rússia                                                 | Mikhail Botvinov AUT Áustria                                              |
| Perseguição combinada (2x15 km) detalhes | Yevgeny Dementyev RUS Rússia                                                    | Frode Estil NOR Noruega                                                      | Pietro Piller Cottrer ITA Itália                                          |
| Velocidade individual detalhes           | Björn Lind SWE Suécia                                                           | Roddy Darragon FRA França                                                    | Thobias Fredriksson SWE Suécia                                            |
| Velocidade por equipes detalhes          | Thobias Fredriksson Björn Lind SWE Suécia                                       | Jens Arne Svartedal Tor Arne Hetland NOR Noruega                             | Ivan Alypov Vasili Rotchev RUS Rússia                                     |
| Revezamento 4x10 km detalhes             | Fulvio Valbusa Giorgio di Centa Pietro Piller Cottrer Cristian Zorzi ITA Itália | Andreas Schlütter Jens Filbrich René Sommerfeldt Tobias Angerer GER Alemanha | Mats Larsson Johan Olsson Anders Södergren Mathias Fredriksson SWE Suécia |

Feminino
| Evento                                    | Ouro                                                                                               | Prata                                                                           | Bronze                                                                          |
| ----------------------------------------- | -------------------------------------------------------------------------------------------------- | ------------------------------------------------------------------------------- | ------------------------------------------------------------------------------- |
| 10 km clássico detalhes                   | Kristina Šmigun EST Estônia                                                                        | Marit Bjørgen NOR Noruega                                                       | Hilde Pedersen NOR Noruega                                                      |
| 30 km livre detalhes                      | Kateřina Neumannová CZE República Checa                                                            | Yuliya Chepalova RUS Rússia                                                     | Justyna Kowalczyk POL Polônia                                                   |
| Perseguição combinada (2x7,5 km) detalhes | Kristina Šmigun EST Estônia                                                                        | Kateřina Neumannová CZE República Checa                                         | Yevgeniya Medvedeva-Arbuzova RUS Rússia                                         |
| Velocidade individual detalhes            | Chandra Crawford CAN Canadá                                                                        | Claudia Künzel GER Alemanha                                                     | Alyona Sidko RUS Rússia                                                         |
| Velocidade por equipes detalhes           | Lina Andersson Anna Dahlberg SWE Suécia                                                            | Sara Renner Beckie Scott CAN Canadá                                             | Aino Kaisa Saarinen Virpi Kuitunen FIN Finlândia                                |
| Revezamento 4x5 km detalhes               | Natalia Baranova-Masolkina Larisa Kurkina Yuliya Chepalova Yevgeniya Medvedeva-Arbuzova RUS Rússia | Stefanie Böhler Viola Bauer Evi Sachenbacher-Stehle Claudia Künzel GER Alemanha | Arianna Follis Gabriella Paruzzi Antonella Confortola Sabina Valbusa ITA Itália |

## Quadro de medalhas
| Ordem | País                | Medalha de ouro | Medalha de prata | Medalha de bronze |    | Ordem por total |
| ----- | ------------------- | --------------- | ---------------- | ----------------- | -- | --------------- |
| 1     | SWE Suécia          | 3               |                  | 2                 | 5  | 2               |
| 2     | EST Estônia         | 3               |                  |                   | 3  | 6               |
| 3     | RUS Rússia          | 2               | 2                | 3                 | 7  | 1               |
| 4     | ITA Itália          | 2               |                  | 2                 | 4  | 3               |
| 5     | CZE República Checa | 1               | 2                |                   | 3  | 6               |
| 6     | CAN Canadá          | 1               | 1                |                   | 2  | 8               |
| 7     | GER Alemanha        |                 | 3                | 1                 | 4  | 3               |
| 7     | SUI Suíça           |                 | 3                | 1                 | 4  | 3               |
| 9     | FRA França          |                 | 1                |                   | 1  | 9               |
| 10    | AUT Áustria         |                 |                  | 1                 | 1  | 9               |
| 10    | FIN Finlândia       |                 |                  | 1                 | 1  | 9               |
| 10    | POL Polônia         |                 |                  | 1                 | 1  | 9               |
| TOTAL | TOTAL               | 12              | 12               | 12                | 36 | —               |